# Universal Soldier 3 : Ultime Vengeance
Pour un article plus général, voir Universal Soldier (série de films).
Pour plus de détails, voir Fiche technique et Distribution.
Universal Soldier 3 : Ultime Vengeance (Universal Soldier III: Unfinished Business) est un téléfilm canadien réalisé par Jeff Woolnough, sorti aux États-Unis directement à la télévision en 1998.

## Synopsis
Luc est pourchassé par des anciens compagnons et il tente de dévoiler aux médias avec l'aide de Véronica et alors que Luc et Véronica sont confrontés à l'infâme Mentor le meneur des anciens compagnons.

## Fiche technique
Sauf indication contraire, les informations mentionnées dans cette section peuvent être confirmées par la base de données cinématographiques IMDb,  présente dans la section « Liens externes ».
- Titre original : Universal Soldier III: Unfinished Business
- Titre français : Universal Soldier 3 : Ultime Vengeance
- Réalisation : Jeff Woolnough
- Scénario : Peter M. Lenkov
- Musique : Ivan Doroschuk, John Kastner et Steve Pecile
- Direction artistique : Ingrid Jurek
- Décors : Jasna Stefanovic et David Orin Charles
- Costumes : Trysha Bakker
- Photographie : Russ Goozee
- Son : Martin Lee, Dino Pigat
- Montage : Robert K. Sprogis
- Production : Robert Wertheimer

Producteurs délégués : Kevin Gillis et John F.S. Laing
Coproductrice déléguée : Nancy Chapelle
- Sociétés de production[1] : Catalyst Entertainment Production, Rigel Independent Entertainment et Unisol Productions Inc., en association avec Durrant Fox Productions Inc.
- Sociétés de distribution[1] : Viacom
- Pays d'origine :  Canada
- Langue originale : anglais
- Format[2] : couleur - 1,33:1 (4/3 à la télévision) - son Stéréo
- Genre : action, science-fiction
- Durée : 95 minutes
- Dates de sortie[3] :
  - États-Unis : 24 octobre 1998
- Classification[4] :
  -  États-Unis : R – Restricted (Les enfants de moins de 17 ans doivent être accompagnés d'un adulte).

## Distribution
- Jeff Wincott : Eric Devereaux / GR87
- Chandra West : Veronica Roberts
- Burt Reynolds : Mentor
- Gary Busey : Otto Mazur
- John Stoneham Jr. : Un pilote de l'Air Force
- Aron Tager : John Devereaux
- John Nelles : Un anti-terroriste
- Adrian Churchill : L'homme dans le bus
- Gerry Mendicino : Chef Thorpe
- James Kee : Jasper
- Matt Battaglia : Luc Devereaux / GR44
- Claudette Roche : Grace / GR83
- Lloyd Adams : Hugo / GR84
- Vince Corazza : Lowell / GR85
- Thomas Hauff : Général Clancy / GR86
- Nickolas Swan : GR87 à 6 ans
- Brock Clermont : GR87 à 13 ans
- Richard McMillan : Docteur Walker
- Jack Duffy : Docteur Christopher Gregor
- Roger Periard : McNally
- Layton Morrison : Garde du corps
- Loren Peterson : Garde du corps
- Juan Chioran : Charles Clifton
- John F.S. Laing : Martin Daniels
- Dwayne McLean : Drunk CEO
- Jovanni Sy : Max
- Darren Marsman : Chef de cuisine